# Porfiroblasty

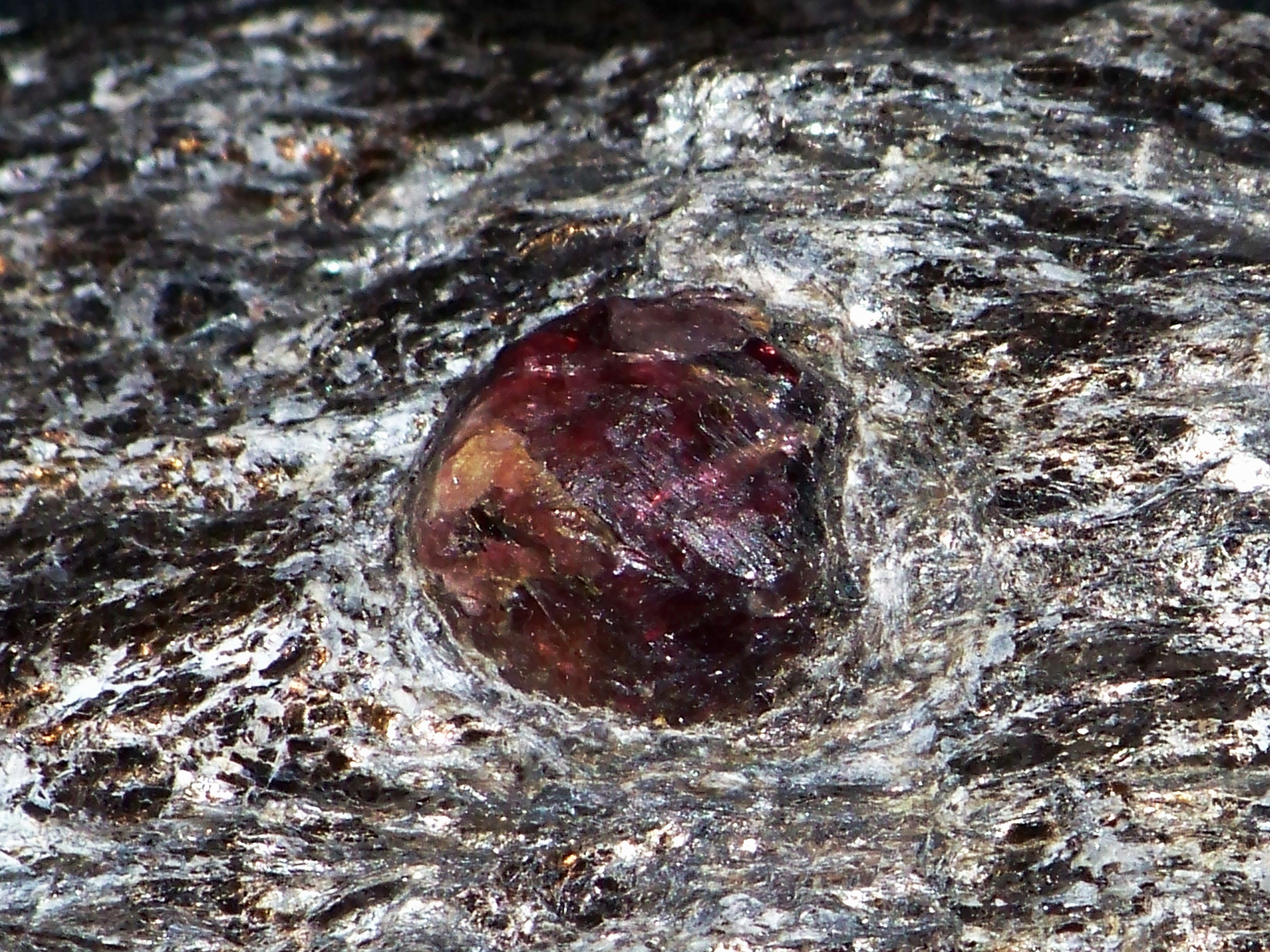
Almandyn jako porfiroblast w łupku mikowym. Półwysep Kolski, Rosja.

Porfiroblast – jest to minerał lub agregat mineralny powstały w wyniku blastezy. 

## Charakterystyka
Porfiroklasty zazwyczaj występują w otoczeniu wcześniej utworzonych i znacznie od niego mniejszych składników skały metamorficznej. 
Najczęściej są reprezentowane przez kyanit, granaty, andaluzyt, staurolit, biotyt, kwarc, skalenie itp. Często występują w różnego rodzaju łupkach krystalicznych oraz gnejsach i mylonitach. Gnejsy, a także mylonity zawierające porfiroblasty wykazują struktury oczkowe zwane porfiroblastycznymi.